# Młodszy chorąży sztabowy
Młodszy chorąży sztabowy (mł. chor. szt.) – wojskowy stopień podoficerski w Wojskach Lądowych, odpowiadający młodszemu chorążemu sztabowemu marynarki w polskiej Marynarce Wojennej.
W Polsce stopień młodszego chorążego sztabowego powstał w 1997 i został umiejscowiony pomiędzy starszym chorążym a chorążym sztabowym. W 2004 stopień został zniesiony.
Podoficerowie zawodowi, żołnierze rezerwy oraz osoby niepodlegające obowiązkowi służby wojskowej posiadający stopień wojskowy młodszy chorąży sztabowy (młodszy chorąży sztabowy marynarki) zostali mianowani z dniem 1 stycznia 2014 roku na stopień starszy chorąży sztabowy (starszy chorąży sztabowy marynarki).